# Propebela fidicula
Propebela fidicula é uma espécie de gastrópode do gênero Propebela, pertencente a família Mangeliidae.